# Nadia Battocletti

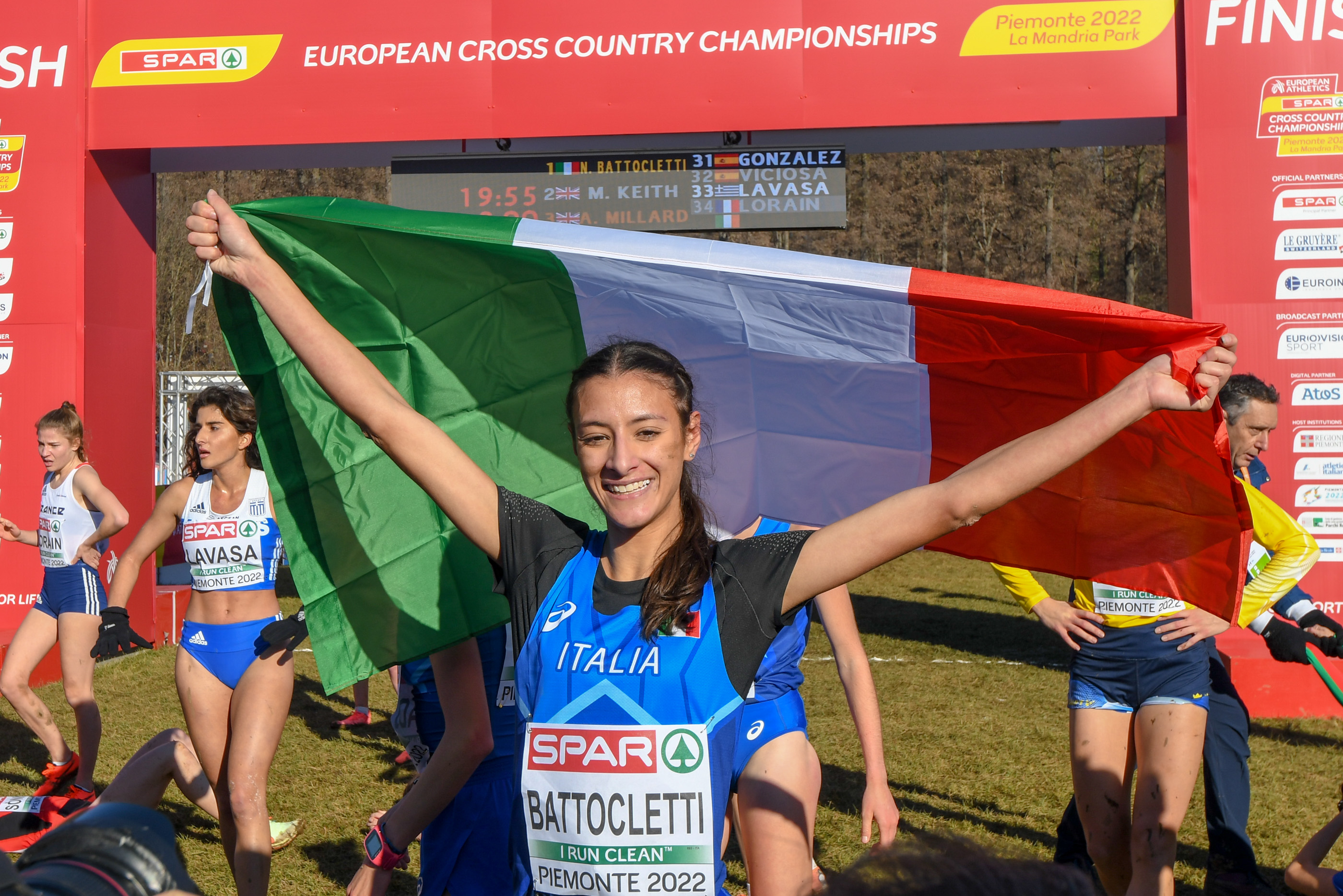
Nadia Battocletti tijdens het EK-veldlopen 2022 in Turijn.

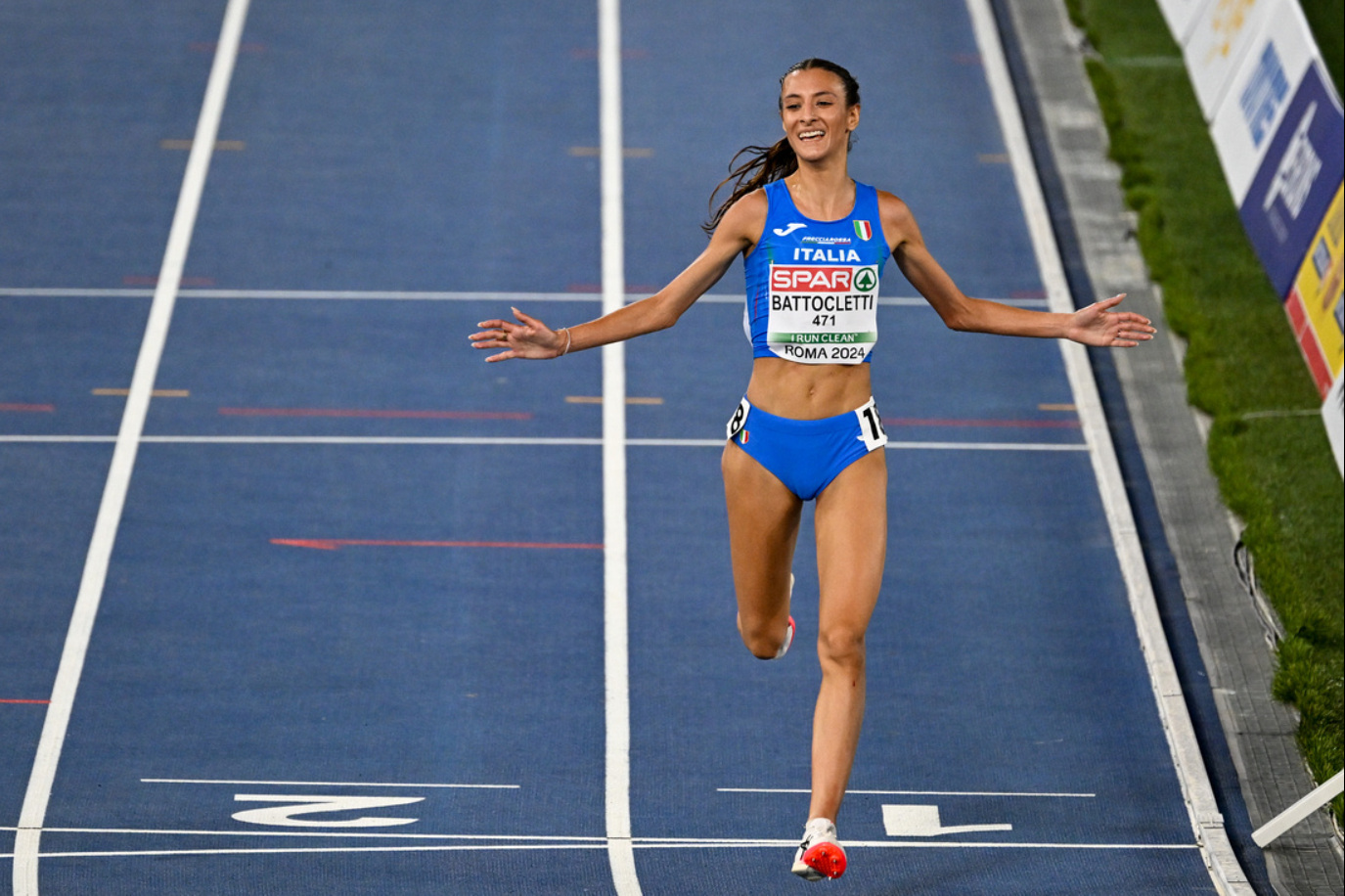
Nadia Battocletti tijdens de 10.000 m op de EK in 2024.

Nadia Battocletti (Cles, 12 april 2000) is een Italiaanse atlete, die zich heeft toegelegd op de lange afstanden en het veldlopen. Ze nam tweemaal deel aan de Olympische Spelen en hield daar eenmaal een zilveren medaille aan over. Op de Europese kampioenschappen in 2024 veroverde zij goud op zowel de 5000 als de 10.000 m.

## Loopbaan

### Jeugd en eerste successen
Battocletti werd geboren in Cles, maar groeide op in Cavareno. Ze begon op haar twaalfde met atletiek. In 2016 kwam zij voor het eerst op internationaal niveau in actie; op de Europese kampioenschappen U18 in Tbilisi werd zij zesde op de 3000 m. Het jaar daarop nam zij in maart deel aan de wereldkampioenschappen veldlopen in het Oegandese Kampala, waar zij bij de junioren 34e werd. Halverwege het jaar volgde haar eerste internationale medaille: op de EK U20 in Grosseto veroverde zij brons op de 3000 m. In december ten slotte nam zij deel aan de Europese kampioenschappen veldlopen in Šamorín, waar zij bij de junioren vlak achter de Nederlandse Jasmijn Lau als vijfde eindigde en met haar landgenotes tweede werd in het teamklassement.

### Unieke serie veldlooptitels
Vanaf 2018 deed Battocletti vooral op veldloopgebied van zich spreken. Zowel in 2018 als 2019 werd zij Europees kampioene veldlopen bij de U20-junioren, waarna zij in 2021 (in 2020 vonden geen EK veldlopen plaats als gevolg van de coronapandemie) en 2022 haar Europese zegereeks vervolgde bij de U23-senioren. Zij is de enige atlete die dit ooit presteerde. Intussen had zij in 2019 op de baan ook nog eens zilver veroverd op de 5000 m tijdens de EK U20 in Borås, Zweden in haar op dat moment persoonlijk beste tijd van 16.09,39. En in 2021 werd zij, in de aanloop naar de Spelen in Tokio, kampioene op de 5000 m tijdens de EK U23.   

### OS van ‘20 en ‘24: records en zilver
Op de Olympische Zomerspelen van Tokio in 2021 liep Battocletti de 5000 m, waar ze met een persoonlijk record van 14.46,29 zevende werd in de finale.
Drie jaar later op de Olympische Zomerspelen van Parijs liep ze op de 5000 m naar de vierde tijd. Haar 14.31,64 betekende een nieuw Italiaans nationaal record. Ook op de 10.000 m liep ze in 30.43,35 een nationaal record. Die prestatie was tevens goed was voor een zilveren medaille.

### Europese titels
Voorafgaand aan de Spelen van 2024 schitterde Battocletti op de EK in Rome, waar zij voor eigen publiek op zowel de 5000 als de 10.000 m de titel veroverde. Bovendien vestigde zij op beide afstanden met respectievelijk 14.35,29 en 30.51,32 nieuwe nationale records. Aan het eind van het jaar voegde zij daar nog eens de Europese titel bij het veldlopen aan toe, haar eerste bij de senioren en haar vijfde in totaal. 

### Privé
Nadia Battocletti is de dochter van Giuliano Battocletti, die in 1998 bij de teams Europees kampioen veldlopen werd.

## Titels
- Europees kampioene 5000 m - 2024
- Europees kampioene 10.000 m - 2024
- Europees kampioene 10 km - 2025
- Europees kampioene veldlopen - 2024
- Italiaans kampioene 1500 m - 2021
- Italiaans kampioene 5000 m - 2018, 2020, 2023, 2024
- Italiaans kampioene 10.000 m - 2023
- Italiaans kampioene 10 km - 2023
- Europees kampioene U23 5000 m - 2021
- Europees kampioene U23 veldlopen - 2021, 2022
- Europees kampioene U20 veldlopen - 2018, 2019

## Persoonlijke records

### Baan
| Onderdeel      | Prestatie     | Datum            | Plaats   |
| -------------- | ------------- | ---------------- | -------- |
| 1500 m         | 3.59,19       | 30 augustus 2024 | Rome     |
| 2000 m         | 5.37,60       | 21 augustus 2021 | Cles     |
| 2 Eng. mijl    | 9.32,99       | 23 april 2022    | Milaan   |
| 5000 m         | 14.31,64 (NR) | 5 augustus 2024  | Parijs   |
| 10.000 m       | 30.43,35 (NR) | 9 augustus 2024  | Parijs   |
| 2000 m steeple | 6.38,95       | 24 augustus 2017 | Cles     |
| 3000 m steeple | 10.18,44      | 27 augustus 2019 | Rovereto |

### Indoor
| Onderdeel | Prestatie    | Datum            | Plaats |
| --------- | ------------ | ---------------- | ------ |
| 1500 m    | 4.20,44      | 24 januari 2021  | Padua  |
| 3000 m    | 8.30,82 (NR) | 13 februari 2025 | Liévin |

### Weg
| Onderdeel | Prestatie  | Datum          | Plaats |
| --------- | ---------- | -------------- | ------ |
| 5 km      | 14.45 (NR) | 1 oktober 2023 | Riga   |
| 10 km     | 31.19 (NR) | 5 april 2024   | Parijs |

## Palmares

### 1500 m
- 2021:  Italiaanse kamp. - 4.09,38

### 3000 m
- 2017:  EK U20 - 9.24,01
- 2018: 8e WK U20 - 9.13,45
- 2023: 4e EK indoor - 8.44,96

### 5000 m
- 2018:  Italiaanse kamp. - 16.15,30
- 2019:  EK U20 - 16.09,39
- 2020:  Italiaanse kamp. - 15.46,26
- 2021:  EK U23 - 15.37,4
- 2021: 7e OS - 14.46,29
- 2022: 7e EK - 15.10,90
- 2023:  Italiaanse kamp. - 16.08,50
- 2023: 16e WK - 15.27,86
- 2024:  Italiaanse kamp. - 15.24,69
- 2024:  EK - 14.35,29
- 2024: 4e OS - 14.31,64 (NR)

### 10.000 m
- 2023:  Italiaanse kamp. - 33.06,25
- 2024:  EK - 30.51,32
- 2024:  OS - 30.43,35 (NR)

### 10 km
- 2023:  Italiaanse kamp. - 31.36

### veldlopen
- 2017: 5e EK Junioren (4,18 km) - 14.07, ( in het landenklassement)
- 2017: 34e WK U20 (6 km) - 21.27
- 2018:  EK U20 (4,3 km) - 13.46
- 2019:  EK U20 (4,2 km) - 13.58, ( in het landenklassement)
- 2019: 23e WK U20 (6 km) - 22.24
- 2021:  EK U23 (6 km) - 20.32, ( in het landenklassement)
- 2022:  EK U23 (6 km) - 19.55, ( in het landenklassement)
- 2023:  EK (9 km) - 34.25
- 2024:  EK (7,83 km) - 25.43, ( in het landenklassement)